# Graiul oltenesc

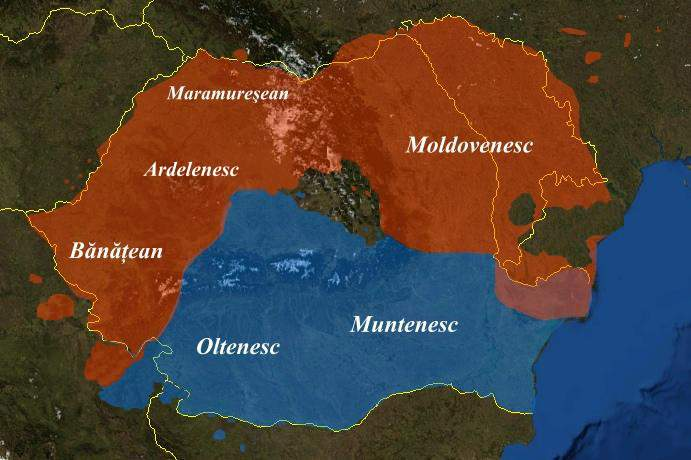
Harta graiurilor dacoromâne

Graiul oltenesc face parte din grupul de sud al varietăților regionale ale limbii române. Este un grai autonom după părerea unor lingviști, de exemplu Grigore Brâncuș, Valeriu Rusu sau Gheorghe Ivănescu. Pentru ceilalți face parte din graiul muntenesc.
Graiul oltenesc este răspândit în Oltenia (în afară de partea de est a județului Olt), în nord-vestul Bulgariei și în Serbia (într-o parte a văii Timocului).

## Caracteristici
Fonetice:
| Fenomen                                                             | Exemplu dialectal                          | Corespondent în varietatea standard   |
| ------------------------------------------------------------------- | ------------------------------------------ | ------------------------------------- |
| diftongii [aj], [əj], [oj], [uj] înaintea lui [kʲ] și [gʲ]          | straichină răichită ureiche oichi păduiche | strachină răchită ureche ochi păduche |
| epenteza lui [i] între două consoane inițiale de cuvânt             | hirean                                     | hrean                                 |
| proteza lui [i] înaintea a două consoane inițiale de cuvânt         | ișcoală                                    | școală                                |
| [i] > [ɨ], [a] > [ə], diftongul [e̯a] > [a] după [t͡s], [s], [z], [r] | zâce țălină măsa                           | zice țelină măsea                     |

Gramaticale:
| Fenomen                                                    | Exemplu dialectal       | Corespondent în varietatea standard |
| ---------------------------------------------------------- | ----------------------- | ----------------------------------- |
| folosirea perfectului simplu pentru acțiuni foarte recente | cântai                  | am cântat                           |
| adverbe cu trei grade de apropiere/depărtare               | (a)ici – aci(a) – acolo | aici – acolo                        |
| forme arhaice de imperativ negativ la plural               | nu cântareți!           | nu cântați!                         |

Lexicale:
| Fenomen                      | Exemplu dialectal | Corespondent în varietatea standard |
| ---------------------------- | ----------------- | ----------------------------------- |
| cuvinte arhaice              | arm               | șold                                |
| cuvinte specifice            | a străfiga        | a strănuta                          |
| cuvinte cu sensuri specifice | cotoi             | picior de pasăre                    |

## Sursă bibliografică
- Sala, Marius (coord.), Enciclopedia limbilor romanice, București, Editura Științifică și Enciclopedică, 1989, ISBN 973-29-0043-1

## Legătură externă
- Graiul oltenesc, Regionalisme.ro (accesat la 19 iulie 2020)